# 紮洪巴雷村
紮洪巴雷村（波斯語：‎），是伊朗吉兰省阿姆拉什县兰库区索馬姆鄉的一个村。2006年人口普查顯示該村人口为28人，分佈在7个家庭中。